# 普伊德拉甘
普伊德拉甘（法語：Pouydraguin，法語發音：[pwidʁaɡɛ̃]）是法国热尔省的一个市镇，属于米朗德区。

## 地理
普伊德拉甘（43°39'31"N, 0°2'15"E）面积9.71 平方千米，位于法国奧克西塔尼大區热尔省，该省份为法国西南部内陆省份，北起顺时针与洛特-加龙省、塔恩-加龙省、上加龙省、上比利牛斯省、大西洋比利牛斯省和朗德省接壤。
与普伊德拉甘接壤的市镇（或旧市镇、城区）包括：艾尼昂、布宗-热勒纳沃、拉瑟拉德、卢苏代巴、塔斯克、泰尔姆达马尼亚克。

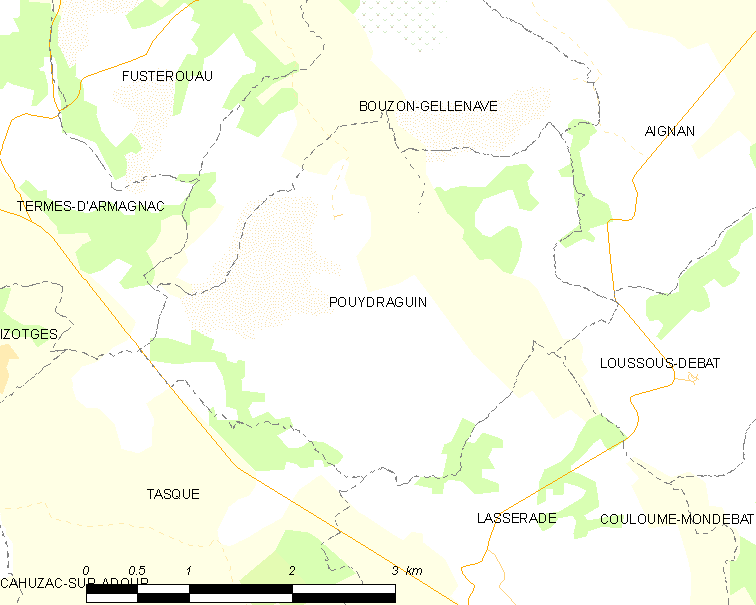
普伊德拉甘的OSM定位图

普伊德拉甘的时区为UTC+01:00、UTC+02:00（夏令时）。

## 行政
普伊德拉甘的邮政编码为32290，INSEE市镇编码为32325。

## 政治
普伊德拉甘所属的省级选区为热尔阿杜尔县。

## 人口

1962-2008年间普伊德拉甘人口变化图示

普伊德拉甘于2022年1月1日时的人口数量为123人。